# Are You What You Want to Be?
Are You What You Want to Be (en español «Tú eres lo que quieres ser?») es una canción de la banda estadounidense de rock alternativo 
Foster the People. Además, es la primera canción de su segundo álbum de estudio, Supermodel, y fue lanzado como el cuarto sencillo del álbum el 8 de septiembre de 2014.

## Descripción
La demostración fue subida por cuenta Vevo de la banda en YouTube el 5 de agosto de 2014 acompañado de su misma cubierta. La canción impactó de hit contemporáneo en la radio en
el Reino Unido el 8 de septiembre de 2014 y en las radios de rock moderno en los Estados Unidos el 9 de septiembre de 2014, como del álbum cuarto solo. La canción también se utiliza en EA Sports FIFA 15.

## Equipo
Foster the People
- Cubbie Fink — bajo.
- Mark Foster — voz principal, teclados.
- Mark Pontius — tambores.
- Sean Cimino — guitarra.
- Isom Innis — sintetizador.